# Copa Argentina 1969
La Copa Argentina 1969 fue la edición inaugural de esta competencia. Se trató de un torneo oficial no regular organizado por la AFA, que se desarrolló en sus distintas fases antes y después del Torneo Metropolitano de ese año, con el fin de clasificar un equipo a la Recopa Sudamericana de Clubes 1970, llamada actualmente Copa Ganadores de Copa, a disputarse en Bolivia y Ecuador. Antes de la reedición del torneo en 2011, fue la única edición completa de esta competencia, ya que la programada segunda edición quedó inconclusa.
La modalidad de disputa fue por eliminación directa, en partido y revancha, y participaron todos los equipos de Primera División que militaban en la categoría superior en 1969, con exclusión de Estudiantes de La Plata, Vélez Sarsfield y River Plate, que estaban clasificados para la Copa Libertadores de ese año. Además, se sumó Almagro, como campeón de Primera B de 1968, y doce equipos del interior del país, invitados. Tuvo un desarrollo bastante particular, ya que los partidos se jugaron en cancha neutral y, en la mayoría de las llaves, sobre todo en la primera fase, los enfrentamientos se desarrollaron en una única ciudad.
El ganador fue el Club Atlético Boca Juniors, el que al tener que tomar parte de la Copa Libertadores 1970, como campeón del Torneo Nacional 1969, fue reemplazado en la Recopa Sudamericana de Clubes por el subcampeón, el Club Atlético Atlanta.

## Equipos participantes

### Primera División
| Argentinos Juniors | Atlanta       | Banfield        | Boca Juniors                |
| Chacarita Juniors  | Colón         | Deportivo Morón | Gimnasia y Esgrima La Plata |
| Huracán            | Independiente | Lanús           | Los Andes                   |
| Newell's Old Boys  | Platense      | Quilmes         | Racing                      |
| Rosario Central    | San Lorenzo   | Unión           |                             |

### Primera B
| Almagro |

### Ligas regionales del interior
| All Boys (SR)     | Altos Hornos Zapla     | Américo Tesorieri (LR) | Atlético Tucumán |
| Central Norte (S) | Godoy Cruz             | Guaraní Antonio Franco | Lipton           |
| Los Andes (SJ)    | Sportivo Belgrano (SF) | Sporting (PA)          | Sarmiento (LB)   |

## Fase inicial
Participaron de ella todos los clubes clasificados, que se emparejaron formando una ronda de dieciseisavos, disputando partidos de ida y vuelta.
| Fechas            | Equipo 1               | El ganador clasificó como | Equipo 2                | Resultado ida | Resultado vuelta | Resultado global |
| ----------------- | ---------------------- | ------------------------- | ----------------------- | ------------- | ---------------- | ---------------- |
| 6 y 9 de febrero  | Central Norte (Salta)  | Octavo 1                  | Atlanta                 | 1-0           | 0-3              | 1-3              |
| 6 y 9 de febrero  | Altos Hornos Zapla     | Octavo 2                  | Almagro                 | 2-2           | 1-0              | 3-2              |
| 6 y 8 de febrero  | Américo Tesorieri      | Octavo 3                  | San Lorenzo             | 0-5           | 0-3              | 0-8              |
| 8 y 9 de febrero  | Sportivo Belgrano      | Octavo 4                  | Argentinos Juniors      | 0-1           | 1-1              | 1-2              |
| 6 y 8 de febrero  | Lipton                 | Octavo 5                  | Lanús                   | 1-4           | 3-5              | 4-9              |
| 6 y 9 de febrero  | Guaraní Antonio Franco | Octavo 6                  | Gimnasia y Esgrima (LP) | 2-0           | 4-4              | 6-4              |
| 5 y 7 de febrero  | Rosario Central        | Octavo 7                  | Quilmes                 | 3-2           | 4-0              | 7-2              |
| 6 y 9 de febrero  | Newell's Old Boys      | Octavo 8                  | Banfield                | 0-1           | 3-1              | 3-2              |
| 5 y 8 de febrero  | Colón                  | Octavo 9                  | Morón                   | 1-1           | 3-2              | 4-3              |
| 6 y 9 de febrero  | Unión                  | Octavo 10                 | Independiente           | 2-4           | 1-1              | 3-5              |
| 6 y 8 de febrero  | Sporting (PA)          | Octavo 11                 | Huracán                 | 1-2           | 1-1              | 2-3              |
| 6 y 10 de febrero | All Boys (SR)          | Octavo 12                 | Platense                | 0-1           | 0-1              | 0-2              |
| 6 y 9 de febrero  | Atlético Tucumán       | Octavo 13                 | Boca Juniors            | 2-3           | 0-0              | 2-3              |
| 6 y 10 de febrero | Sarmiento (SdE)        | Octavo 14                 | Los Andes               | 2-0           | 0-1              | 2-1              |
| 7 y 10 de febrero | Godoy Cruz             | Octavo 15                 | Chacarita Juniors       | 1-3           | 2-3              | 3-6              |
| 6 y 10 de febrero | Los Andes (SJ)         | Octavo 16                 | Racing                  | 1-2           | 1-1              | 2-3              |

## Fase final
Fue disputada por los 16 clasificados de los dieciseisavos de final.
Por medio de un sistema eliminatorio, los equipos fueron clasificando hasta llegar a la final. En todas las rondas se disputaron partidos de ida y vuelta.

### Cuadro de desarrollo
|  | Octavos de final       | Octavos de final    | Octavos de final    |                 |   | Cuartos de final | Cuartos de final | Cuartos de final |  |  | Semifinales       | Semifinales       | Semifinales       |  |  | Final            | Final            | Final            |
|  | 12 al 20 de febrero    | 12 al 20 de febrero | 12 al 20 de febrero |                 |   | 9 al 13 de julio | 9 al 13 de julio | 9 al 13 de julio |  |  | 16 al 20 de julio | 16 al 20 de julio | 16 al 20 de julio |  |  | 23 y 27 de julio | 23 y 27 de julio | 23 y 27 de julio |
|  |                        |                     |                     |                 |   |                  |                  |                  |  |  |                   |                   |                   |  |  |                  |                  |                  |
|  |                        |                     |                     |                 |   |                  |                  |                  |  |  |                   |                   |                   |  |  |                  |                  |                  |
|  |                        |                     |                     |                 |   |                  |                  |                  |  |  |                   |                   |                   |  |  |                  |                  |                  |
|  | Lanús                  | 4                   | 3                   |                 |   |                  |                  |                  |  |  |                   |                   |                   |  |  |                  |                  |                  |
|  | Lanús                  | 4                   | 3                   |                 |   |                  |                  |                  |  |  |                   |                   |                   |  |  |                  |                  |                  |
|  | Guaraní Antonio Franco | 0                   | 4                   |                 |   |                  |                  |                  |  |  |                   |                   |                   |  |  |                  |                  |                  |
|  | Guaraní Antonio Franco | 0                   | 4                   | Lanús           | 0 | 1                |                  |                  |  |  |                   |                   |                   |  |  |                  |                  |                  |
|  |                        |                     |                     |                 | 0 | 1                |                  |                  |  |  |                   |                   |                   |  |  |                  |                  |                  |
|  |                        | Rosario Central     | 2                   | 3               |   |                  |                  |                  |  |  |                   |                   |                   |  |  |                  |                  |                  |
|  | Newell's Old Boys      | Rosario Central     | 2                   | 3               | 0 | 2                |                  |                  |  |  |                   |                   |                   |  |  |                  |                  |                  |
|  | Newell's Old Boys      |                     |                     |                 | 0 | 2                |                  |                  |  |  |                   |                   |                   |  |  |                  |                  |                  |
|  | Rosario Central        | 0                   | 3                   |                 |   |                  |                  |                  |  |  |                   |                   |                   |  |  |                  |                  |                  |
|  | Rosario Central        | 0                   | 3                   | Rosario Central | 1 | 1                |                  |                  |  |  |                   |                   |                   |  |  |                  |                  |                  |
|  |                        |                     |                     |                 | 1 | 1                |                  |                  |  |  |                   |                   |                   |  |  |                  |                  |                  |
|  |                        | Atlanta             | 2                   | 2               |   |                  |                  |                  |  |  |                   |                   |                   |  |  |                  |                  |                  |
|  | Altos Hornos Zapla     | Atlanta             | 2                   | 2               | 0 | 1                |                  |                  |  |  |                   |                   |                   |  |  |                  |                  |                  |
|  | Altos Hornos Zapla     |                     |                     |                 | 0 | 1                |                  |                  |  |  |                   |                   |                   |  |  |                  |                  |                  |
|  | Atlanta                | 3                   | 2                   |                 |   |                  |                  |                  |  |  |                   |                   |                   |  |  |                  |                  |                  |
|  | Atlanta                | 3                   | 2                   | Atlanta         | 0 | 2                |                  |                  |  |  |                   |                   |                   |  |  |                  |                  |                  |
|  |                        |                     |                     |                 | 0 | 2                |                  |                  |  |  |                   |                   |                   |  |  |                  |                  |                  |
|  |                        | San Lorenzo         | 1                   | 0               |   |                  |                  |                  |  |  |                   |                   |                   |  |  |                  |                  |                  |
|  | San Lorenzo            | San Lorenzo         | 1                   | 0               | 1 | 3                |                  |                  |  |  |                   |                   |                   |  |  |                  |                  |                  |
|  | San Lorenzo            |                     |                     |                 | 1 | 3                |                  |                  |  |  |                   |                   |                   |  |  |                  |                  |                  |
|  | Argentinos Juniors     | 0                   | 0                   |                 |   |                  |                  |                  |  |  |                   |                   |                   |  |  |                  |                  |                  |
|  | Argentinos Juniors     | 0                   | 0                   | Atlanta         | 1 | 1                |                  |                  |  |  |                   |                   |                   |  |  |                  |                  |                  |
|  |                        |                     |                     |                 | 1 | 1                |                  |                  |  |  |                   |                   |                   |  |  |                  |                  |                  |
|  |                        | Boca Juniors        | 3                   | 0               |   |                  |                  |                  |  |  |                   |                   |                   |  |  |                  |                  |                  |
|  | Sarmiento (SdE)        | Boca Juniors        | 3                   | 0               | 1 | 2                |                  |                  |  |  |                   |                   |                   |  |  |                  |                  |                  |
|  | Sarmiento (SdE)        |                     |                     |                 | 1 | 2                |                  |                  |  |  |                   |                   |                   |  |  |                  |                  |                  |
|  | Boca Juniors           | 3                   | 4                   |                 |   |                  |                  |                  |  |  |                   |                   |                   |  |  |                  |                  |                  |
|  | Boca Juniors           | 3                   | 4                   | Boca Juniors    | 0 | 3                |                  |                  |  |  |                   |                   |                   |  |  |                  |                  |                  |
|  |                        |                     |                     |                 | 0 | 3                |                  |                  |  |  |                   |                   |                   |  |  |                  |                  |                  |
|  |                        | Chacarita Juniors   | 1                   | 1               |   |                  |                  |                  |  |  |                   |                   |                   |  |  |                  |                  |                  |
|  | Chacarita Juniors      | Chacarita Juniors   | 1                   | 1               | 3 | 2                |                  |                  |  |  |                   |                   |                   |  |  |                  |                  |                  |
|  | Chacarita Juniors      |                     |                     |                 | 3 | 2                |                  |                  |  |  |                   |                   |                   |  |  |                  |                  |                  |
|  | Racing Club            | 1                   | 2                   |                 |   |                  |                  |                  |  |  |                   |                   |                   |  |  |                  |                  |                  |
|  | Racing Club            | 1                   | 2                   | Boca Juniors    | 5 | 1                |                  |                  |  |  |                   |                   |                   |  |  |                  |                  |                  |
|  |                        |                     |                     |                 | 5 | 1                |                  |                  |  |  |                   |                   |                   |  |  |                  |                  |                  |
|  |                        | Colón               | 0                   | 0               |   |                  |                  |                  |  |  |                   |                   |                   |  |  |                  |                  |                  |
|  | Huracán                | Colón               | 0                   | 0               | 2 | 3                |                  |                  |  |  |                   |                   |                   |  |  |                  |                  |                  |
|  | Huracán                |                     |                     |                 | 2 | 3                |                  |                  |  |  |                   |                   |                   |  |  |                  |                  |                  |
|  | Platense               | 4                   | 0                   |                 |   |                  |                  |                  |  |  |                   |                   |                   |  |  |                  |                  |                  |
|  | Platense               | 4                   | 0                   | Huracán         | 0 | 3 (2)            |                  |                  |  |  |                   |                   |                   |  |  |                  |                  |                  |
|  |                        |                     |                     |                 | 0 | 3 (2)            |                  |                  |  |  |                   |                   |                   |  |  |                  |                  |                  |
|  |                        | Colón (p)           | 1                   | 2 (3)           |   |                  |                  |                  |  |  |                   |                   |                   |  |  |                  |                  |                  |
|  | Colón                  | Colón (p)           | 1                   | 2 (3)           | 1 | 5                |                  |                  |  |  |                   |                   |                   |  |  |                  |                  |                  |
|  | Colón                  |                     |                     |                 | 1 | 5                |                  |                  |  |  |                   |                   |                   |  |  |                  |                  |                  |
|  | Independiente          | 3                   | 1                   |                 |   |                  |                  |                  |  |  |                   |                   |                   |  |  |                  |                  |                  |

### Octavos de final
Se disputaron entre el 12 y el 20 de febrero, en distintas sedes. Los ganadores clasificaron a los cuartos de final.
| Fechas             | Equipo 1           | El ganador clasificó como | Equipo 2           | Resultado ida | Resultado vuelta | Resultado global |
| ------------------ | ------------------ | ------------------------- | ------------------ | ------------- | ---------------- | ---------------- |
| 12 y 15 de febrero | Lanús              | Cuarto 1                  | Guaraní A. Franco  | 4-0           | 3-4              | 7-4              |
| 12 y 15 de febrero | Newell's Old Boys  | Cuarto 2                  | Rosario Central    | 0-0           | 2-3              | 2-3              |
| 13 y 15 de febrero | Altos Hornos Zapla | Cuarto 3                  | Atlanta            | 0-3           | 1-2              | 1-5              |
| 12 y 15 de febrero | San Lorenzo        | Cuarto 4                  | Argentinos Juniors | 1-0           | 3-0              | 4-0              |
| 12 y 14 de febrero | Sarmiento (LB)     | Cuarto 5                  | Boca Juniors       | 1-3           | 2-4              | 3-7              |
| 12 y 15 de febrero | Chacarita Juniors  | Cuarto 6                  | Racing             | 3-1           | 2-2              | 5-3              |
| 13 y 20 de febrero | Huracán            | Cuarto 7                  | Platense           | 2-4           | 3-0              | 5-4              |
| 12 y 15 de febrero | Colón              | Cuarto 8                  | Independiente      | 1-3           | 5-1              | 6-4              |

### Cuartos de final
Se disputaron entre el 9 y el 13 de julio, en distintas sedes. Los ganadores clasificaron a las semifinales.
| Fechas           | Equipo 1     | El ganador clasificó como | Equipo 2          | Resultado ida | Resultado vuelta | Resultado global |
| ---------------- | ------------ | ------------------------- | ----------------- | ------------- | ---------------- | ---------------- |
| 9 y 13 de julio  | Lanús        | Semifinalista 1           | Rosario Central   | 0-2           | 1-3              | 1-5              |
| 11 y 13 de julio | Atlanta      | Semifinalista 2           | San Lorenzo       | 0-1           | 2-0              | 2-1              |
| 9 y 13 de julio  | Boca Juniors | Semifinalista 3           | Chacarita Juniors | 0-1           | 3-1              | 3-2              |
| 9 y 13 de julio  | Huracán      | Semifinalista 4           | Colón (p)         | 0-1           | 3-2              | (2) 3-3 (3)      |

### Semifinales
Se disputaron entre el 16 y el 20 de julio, en distintas sedes. Los ganadores clasificaron a la final.
| Fechas           | Equipo 1        | El ganador clasificó como | Equipo 2 | Resultado ida | Resultado vuelta | Resultado global |
| ---------------- | --------------- | ------------------------- | -------- | ------------- | ---------------- | ---------------- |
| 17 y 20 de julio | Rosario Central | Finalista 1               | Atlanta  | 1-2           | 1-2              | 2-4              |
| 16 y 20 de julio | Boca Juniors    | Finalista 2               | Colón    | 5-0           | 1-0              | 6-0              |

### Final
Se enfrentaron los dos equipos ganadores de las semifinales. Ambos encuentros se disputaron en el estadio El Gasómetro, los días 23 y 27 de julio. El ganador se coronó campeón y obtuvo el derecho a disputar la Recopa Sudamericana de Clubes.
| Fechas           | Equipo 1 | Equipo 2     | Resultado ida | Resultado vuelta | Resultado global |
| ---------------- | -------- | ------------ | ------------- | ---------------- | ---------------- |
| 23 y 27 de julio | Atlanta  | Boca Juniors | 1-3           | 1-0              | 2-3              |

|                                      |
| Bandera de la Ciudad de Buenos Aires |
| Campeón Boca Juniors 1.er título     |

## Goleadores
| Jugador               | Goles | Equipo                 |
| --------------------- | ----- | ---------------------- |
| Daniel Quevedo        | 7     | Lanús                  |
| Nicolás Novello       | 5     | Boca Juniors           |
| Agustín Balbuena      | 5     | Colón                  |
| Ramón Ponce           | 4     | Boca Juniors           |
| Oscar Andres Amarilla | 4     | Chacarita Juniors      |
| De Andrade            | 4     | Guaraní Antonio Franco |
| Raúl Castronovo       | 4     | Rosario Central        |
| Narciso Horacio Doval | 4     | San Lorenzo            |